# Amund Sjøbrend
Amund Martin Sjøbrend (* 1. prosince 1952 Sør-Odal) je bývalý norský rychlobruslař.
V roce 1972 startoval na prvním pořádaném Mistrovství světa juniorů, kde skončil na čtvrté příčce; o rok později byl pátý. První velkou medaili, stříbrnou, vybojoval na seniorském Mistrovství Evropy 1974. Zúčastnil se Zimních olympijských her 1976, kde skončil desátý (závod na 10 000 m) a třináctý (závod na 5000 m). Na evropských i světových šampionátech se ve druhé polovině 70. let pohyboval výsledkově v první desítce – nejlépe byl bronzový na ME 1977. Vrcholem jeho kariéry však byla sezóna 1980/1981, kdy zvítězil ve víceboji na Mistrovství Evropy i světa. V dalších letech již startoval pouze na menších závodech a norských šampionátech, sportovní kariéru ukončil v roce 1984.
V roce 1981 získal cenu Oscara Mathisena.